# László Papp (boxare)
László Papp (/'laslo pap/, ung. Papp László), född 1926 och död 2003, var en ungersk boxare. Papp erövrade åren 1948–56 tre OS- och två EM-guld. Han var 1962–64 professionell Europamästare i mellanvikt. László Papp är en av endast två boxare som vunnit tre raka OS-guld, och hans tillstånd att boxas professionellt var för sin tid unikt för en idrottare från ett kommuniststyrt land.

## Biografi

### Bakgrund, amatörkarriär
László Papp föddes i Budapest 25 mars 1926. Under karriären tävlade han för klubbarna Budapesti Vasutas Sport Club, Budapesti Bástya och Budapesti Vasas Sport Club.

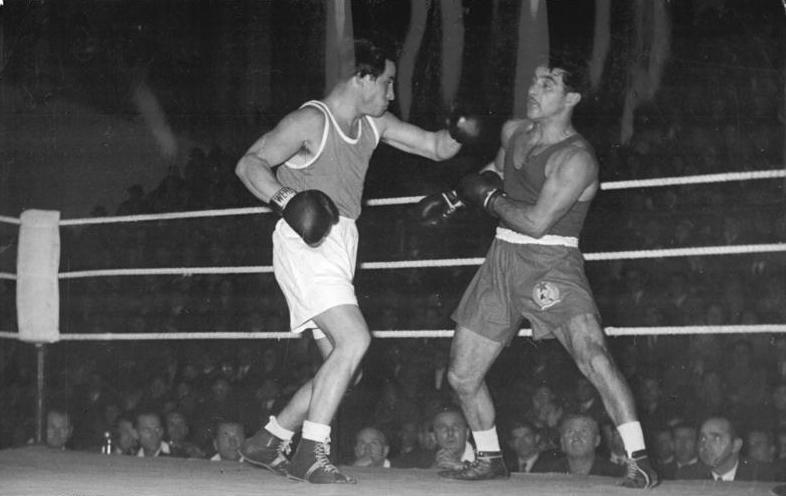
László Papp (höger), november 1951 i en boxningslandskamp mellan Ungern och DDR.

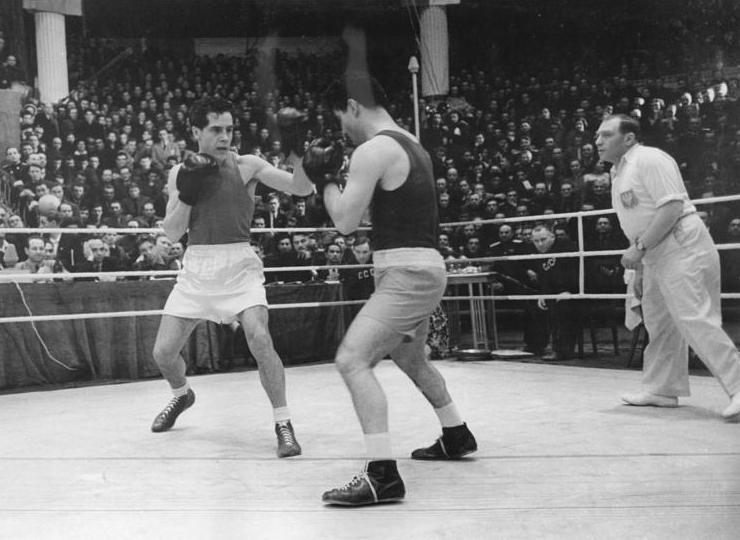
László Papp (höger), med sin effektiva southpaw-teknik (foto från 1955).

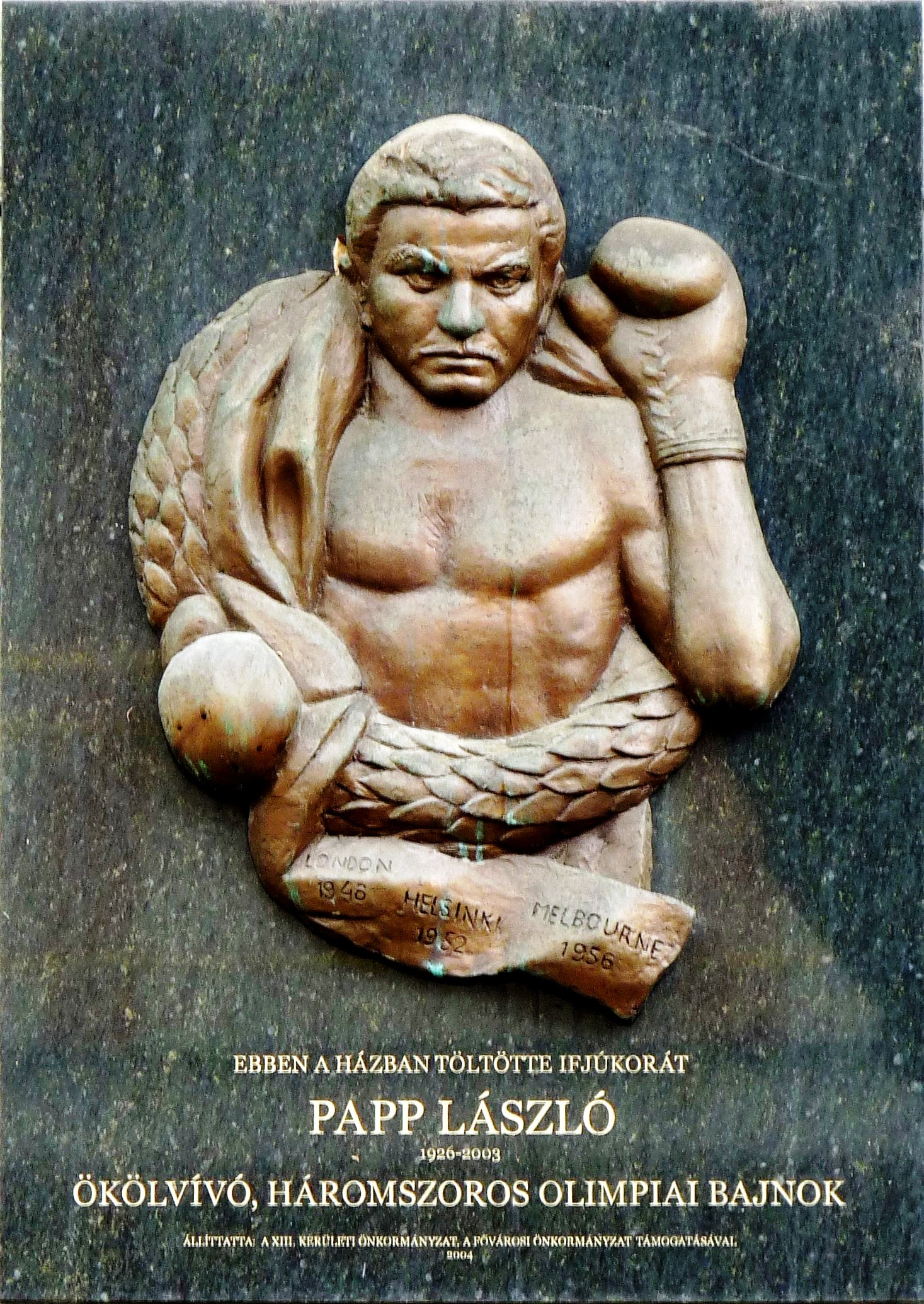
Minnesplaketten på László Papps barndomshus.

Som 20-åring blev Papp 1946 ungersk mästare i mellanvikt. Han upprepade detta 1952, 1953, 1954, 1955 och 1956. 1954 års seger gjordes i mellanvikt, medan övriga klarades av i lätt mellanvikt
Papp var en av endast två olympiska boxare (den andre var Teófilo Stevenson) som vunnit tre raka guldmedaljer. I Papps fall vann han 1948 mellanviktsklassen i London medan han både 1952 och 1956 nådde motsvarande framgång i lätt mellanvikt. 1949 och 1951 vann han också guld i europeiska mästerskapen för amatörer (i Oslo respektive Milano). I Oslo mötte han i finalen svensken Stig Sjölin som golvade honom tre gånger i sista ronden. Han vann dock rättvist.

### Proffskarriär
Papps berömmelse hemma i Ungern gjorde det möjligt för honom att efter sitt tredje OS-guld få tillstånd till att boxas professionellt. Han blev därmed 1957 förste idrottare i en kommuniststat som fick myndigheternas tillstånd att bli professionell i väst. Eftersom professionell boxning fortfarande var förbjuden i Östeuropa, fick Papp lov att resa till angränsande Österrike för träning och tävlande.
László Papps professionella facit blev 27 segrar, noll förluster och två oavgjorda matcher. 15 av segrarna nåddes efter knock-out. Papps southpaw-teknik var lika effektiv i den professionella boxningsringen som den hade varit bland amatörboxarna.

### Efter den aktiva karriären
När Papp 1964 kvalificerat sig för en titelmatch om världsmästartiteln, vägrade Ungerns styrande dock ge sitt tillstånd, med argumenten att boxning för att tjäna pengar var "emot de socialistiska principerna". László Papp avslutade därför sin boxningskarriär med proffsfacit som obesegrad. Efter den aktiva karriären ägnade han sig åt verksamhet som tränare och sportdirektör.
Papps tillstånd att tävla professionellt kom 1957, året efter Ungernrevolten. Myndigheternas vägran 1964 kom samma år som Nikita Chrusjtjov avsattes från makten i Sovjetunionen och det kalla kriget sedan några år tillbaka åter hade hårdnat. Efter Papp kom det att dröja fram till glasnost-eran i slutet av 1980-talet innan idrottare i kommunistländer åter fick möjlighet att tävla professionellt (i väst).
László Papp avled 16 oktober 2003, i födelsestaden Budapest. Han blev 77 år gammal. På hans gravsten syns både olympiska ringar och – på själva graven – ett par boxhandskar.

## Eftermäle
László Papp har i Ungern blivit hågkommen på flera vis. 13 mars 2003 (medan Papp fortfarande levde) invigdes Papp László Budapest Sportaréna, landets största inomhusarena för ishockey, boxning och konserter. Året efter Papps död avtäcktes en minnesplakett på det hus där han bodde som barn.